# Sebastiano Beroldingen
Sebastiano Beroldingen (* 8. November 1818 in Mendrisio; † 29. September 1865 ebenda) war ein Schweizer Anwalt, Politiker und Tessiner Staatsrat und Ständerat der Freisinnig-Demokratischen Partei (FDP).

## Biografie
Sebastiano Beroldingen wurde als Sohn des Arztes Sigismondo Beroldingen von Mendrisio und seiner Frau Lodovica Maderni geboren. Nach seinem Mathematikstudium in der Universität Pavia wurde ihm wegen seiner liberalen Ideen das Einreisevisum in die Lombardei entzogen. Als er nach Mendrisio zurückkehrte, arbeitete er im Auftrag der Tessiner Regierung als öffentlicher Bauingenieur. Mit soliden liberal-radikalen Prinzipien war er Staatsrat (1849–1852 und 1855–1858) und Ständerat (1856–1857 und 1860–1861).
Er übte von 1852 bis 1855 wichtige Ämter in der Bundesverwaltung als Inspektor der Telegrafenföderation und von 1858 bis 1865 als Direktor der Aufgaben für den Bezirk 4 aus. Zusammen mit Nationalrat Georg Joseph Sidler handelte er im März 1855 mit der österreichischen Regierung die Aufhebung der Grenzsperre und die Wiederzulassung der zahlreichen aus der Lombardei ausgewiesenen Tessiner Emigranten aus. 1857 kandidierte er ohne Erfolg als Bundesrat.
Beroldingen war einer der Initiatoren eines Projekts zur Entwicklung der Seidenweberei im Kanton Tessin, Präsident der Società Demopedeutica (Verein für Volkserziehung) und der Schützengesellschaft, sowie Vizepräsident der Società democratica popolare ticinese. Im Militär war er Hauptmann während des Sonderbundskriegs und Bataillonskommandant im Jahr 1857.